# Sonho de Natal de Canela
Sonho de Natal de Canela é um dos maiores eventos natalinos do Brasil  e acontece há mais de 26 anos na cidade de Canela na Serra Gaúcha.Espetáculos ocorrem nas ruas decoradas da cidade, com releitura de canções e figurinos requintados. Mais de um millhão de pessoas visitou Canela durante a temporada de 2013. Este evento é o maior da cidade.
A marca “Sonho de Natal Canela” foi apresentada para registro junto ao Instituto Nacional de Propriedade Industrial - INPI, originariamente  pela Fundação Cultural de Canela, no ano de 1997, e o registro foi concedido em 2002.